# Ginkgo cranei
Ginkgo cranei — це вимерлий вид гінко з родини Ginkgoaceae, описаний із серії ізольованих викопних насінних зачатків і листків. Вид відомий з верхньопалеоценових відкладень, відкритих у штаті Північна Дакота, США. Це перший вид гінкго, описаний з палеогенового періоду з репродуктивними структурами.

## Історія та класифікація
Ginkgo cranei представлено групою викопних зразків із верхньопалеоценової формації Sentinel Butte, відкритої поблизу міста Almont, Північна Дакота. Зразки зберігаються в дрібнозернистому сланці жовто-коричневого кольору з помітно високим вмістом заліза. Скам'янілості, знайдені в сланцях, часто зберігаються в тривимірному вигляді з незмінною структурою стебла та насіння. Вік формації заснований на відновленні ссавців пізнього тиффанського періоду у верхній частині формації разом із флористичними та палінологічними комплексами формації. Багато насіння G. cranei збереглися як зліпки з порожнистими кристалічними внутрішніми частинами та зовнішньою кутикулою. З насінними зачатками пов'язані викопні листки, які раніше були віднесені до таксону Ginkgo adiantoides.